# WISE 1405+5534
WISEPC J140518.40+553421.4 (designação abreviada para WISE 1405+5534) é uma anã marrom da classe espectral Y0 (pec?), que está localizada na constelação de Ursa Major a cerca de 25,3 anos-luz da Terra. É um dos vizinhos mais próximos do Sol e foi estimada em apenas 12,4 anos-luz do Sol em 2011.